# Галану, Марина
Марина Галану (греч. Μαρίνα Γαλανού; Пирей, Аттика — 8 октября 2021) — греческая транс-активистка, писательница и колумнистка.

## Биография

### Ранняя жизнь
Марина родилась в Пирее, в городском квартале Пираики, Греция. Она активно участвовала в ЛГБТИ-активизме с 1997 года.

### Правозащитная деятельность
Из-за ежедневных преследований трансгендерных людей полицией в 2002 году Марина вместе с другими трансгендерными людьми выступила с инициативой создания первого признанного транс-коллектива в Греции — SATTE. Марина была одним из основателей SATTE и генеральным секретарём до июля 2004 года, когда она покинула организацию. В качестве генерального секретаря её действия были сосредоточены на защите трансгендерных людей от дискриминации и расистского насилия, защите трансгендерных женщин от произвола полиции и юридическом признании гендерной идентичности в соответствии с судебной практикой Европейского суда по правам человека.
В июне 2004 года она ушла с поста генерального секретаря SATTE, а 17 июля того же года основала первое издательство под названием «Красочная планета» и книжный магазин, специализирующийся на ЛГБТИ-литературе. Целью издательства стала публикация книг, посвящённых проблемам ЛГБТИ-сообщества, и сбор библиографий, а также продвижение культуры и разнообразия ЛГБТИ. Кроме того, издательство провело два конкурса поэзии и прозы, а также презентации книг.
Марина также была членом греческой организации по защите прав ЛГБТИ. Она была генеральным секретарём организации с мая 2006 года по апрель 2008 года. Её деятельность была сосредоточена на защите ЛГБТИ-лиц от дискриминации, с особым упором на права ЛГБТИ-беженцев и нарушения прав человека в целом.
В 2009 году, после роспуска SATTE, Марина выступила с инициативой создания транс-коллектива в Греции. Это было достигнуто в мае 2010 года с созданием Греческой ассоциации поддержки трансгендерных людей (GTSA). Марина являлась президентом GTSA. Её действия были сосредоточены на отстаивании основных прав человека на основании выражения, идентичности и гендерных характеристик — и прежде всего на расистском насилии, отмене языка вражды, борьбе с полицейским произволом, отмене дискриминации, юридическом признании гендерной идентичности, поддержки прав секс-работников, прав заключённых и прав беженцев. Её действия также в более широком смысле были сосредоточены на ограничении предрассудков и стереотипов по признаку пола, самовыражения, гендерной идентичности и характеристик.
Марина была экспертом Совета Европы и участвовала в этом качестве в первом специальном семинаре для полиции Греции по вопросам борьбы с преступлениями на почве ненависти по признаку сексуальной ориентации и гендерной идентичности, в международном семинаре по вопросам предоставления убежища ЛГБТИ, который проходил в Афинской коллегии адвокатов на двух специальных семинарах для лиц, ищущих убежища. В этом качестве она также была консультативным членом Специального законодательного подготовительного комитета по разработке законопроекта о юридическом признании гендерной идентичности в период с марта по июнь 2017 года.
Марина писала статьи для газет и веб-сайтов, таких как Amagi, Epohi, Avgi, и Editors Newspaper (efsyn), и дала интервью многим СМИ. Она также участвовала во многих конференциях по вопросам прав человека, а также в греческих, европейских и международных научных семинарах и конференциях.
Участвовала в съёмках видеоклипов Христоса Димаса по пьесе Теодороса Грегориадеса «Партали».
Она также являлась автором книг по вопросам основных прав и владельцем интернет-журнала о правах трансгендерных людей.
Марина — интерсекциональная феминистка.

## Интервью в СМИ
В октябре 2017 года у неё взяли интервью Марина Галана и Анна Аперга в шоу Джорджа Кувараса, Вечерний репортаж на канале Action24.